# Zbigniew Oniszczuk
Zbigniew Oniszczuk (ur. w 1955, zm. 7 listopada 2020)  – polski politolog, dr hab. nauk humanistycznych, profesor nadzwyczajny Instytutu Dziennikarstwa i Komunikacji Medialnej Wydziału Nauk Społecznych Uniwersytetu Śląskiego i Wyższej Szkoły Humanistycznej w Katowicach.

## Życiorys
Obronił pracę doktorską, 29 kwietnia 2003 habilitował się na podstawie pracy. Otrzymał nominację profesorską. Został zatrudniony na stanowisku profesora w Wyższej Szkole Umiejętności Społecznych na Wydziale Zamiejscowym w Katowicach. Objął funkcję profesora nadzwyczajnego w Instytucie Dziennikarstwa i Komunikacji Medialnej na Wydziale Nauk Społecznych Uniwersytetu Śląskiego, oraz w Wyższej Szkole Humanistycznej w Katowicach.
Piastował stanowisko wiceprezesa Polskiego Towarzystwa Komunikacji Społecznej.